# Een zuivere liefde
 Een zuivere liefde (Russisch: = Чья вина?) is een novelle uit 1893 van Sofia Tolstaja die als antwoord wordt gezien op de novelle van haar echtgenoot Leo Tolstoj over een ongelukkig huwelijk: De Kreutzersonate. 

## Voornaamste personages
- Anna Ilmenev
- Vorst Prozorski
- Dimitri Ilvanovitsj Bechmetev

## Samenvatting
Na jarenlange periodes van affaires keert de 35-jarige vorst Prozorski terug naar zijn landgoed. Hij vraagt de inmiddels 18-jarige Anna ten huwelijk. Moeder weduwe Olga Pavlovna gaat evenals haar dochter gaarne akkoord.
Twaalf jaar later is het huwelijk in een crisis. Anna heeft inmiddels vier gezonde kinderen. Maar haar echtgenoot wordt verteerd door de gevoelens van jaloezie, haat en wellust, die zijn begerenswaardige echtgenote opwekt. De jaloezie wordt tot een hels leven gewekt door zijn oude studievriend Dimitri, die stervende is aan tuberculose. De tijd die Anna met hem doorbrengt wekt haat jegens Anna en jaloezie ten opzichte van Dimitri op. Uiteindelijk dood hij zijn echtgenote na een eerder afgezegd rendez-vous met een gerichte worp van zijn presse-papier.

## Nawoord van Eva van Santen
De vertaalster geeft in 12 pagina's haar visie op de totstandkoming van het boek. Tevens belicht ze de plaats van deze novelle ten opzichte van de De Kreutzersonate. Ook geeft ze details over het huwelijk van Sofia en Leo.

## Plaatsbepaling als literair antwoord op het boek van haar echtgenoot
Echtgenote Sofia schreef dit boek als antwoord op De Kreutzersonate van haar man. Het boek stamt uit 1893, maar werd pas voor het eerst in 1994 in Rusland uitgegeven met als titel: Чья вина? (По поводу Крейцеровой Сонаты Льва Толстого). Написано женой Льва.